# 高小贤
高小贤（1948年—2025年4月2日），女，陕西西安人，女权主义者，发展工作者，非政府组织从业者。老三届学生，初中就读于西安中学，高中就读于陕西省女子中学，1982年毕业于西北大学历史系。曾就职于陕西省妇联，后于1986年创立陕西妇女理论婚姻家庭研究会，并在2008年创立陕西妇源汇性别发展培训中心。
先后担任陕西妇源汇性别发展培训中心主任，陕西妇女理论婚姻家庭研究会会长，陕西省妇联研究室主任，同时兼任中国妇女研究会理事，中国婚姻家庭研究会理事，陕西省社会科学联合会理事。

## 简历
高小贤高中毕业后在陕西乾县当了一段时间下乡知青，1982年大学毕业后，就职于陕西省妇联，先在办公室从事综合工作，后在1984年被派至中华妇女干部管理学校参与婚姻家庭方面的教材编写，于此接触到晚近的马克思主义者关于女性研究的相关理论。
1985年完成了基于田野调查的第一篇论文《农村青年婚姻状态初探》，凭此文获得了《家庭》杂志社举办的“第一届家庭问题研讨会”的参会资格，开始了自己的学术研究之路。省妇联机构改革时，调整至新成立的妇联研究室工作。同年参加南开大学组织的社会研究方法培训班，为期半年，接受了费孝通等社会学家的教导。7月，应李小江邀请，参加了在河南举办的妇女研讨会。
1986年6月8日通过陕西省妇联联合陕西省社会科学院召开“改革与妇女问题研讨会”，借此机会筹备创立陕西妇女理论婚姻家庭研究会（简称“陕西妇女研究会”）。12月，参加在西安交通大学人口研究所举办，美国女性人口学家、哈佛大学教授葛苏珊 （页面存档备份，存于）主讲的“妇女与发展”研讨班，在研讨班上第一次系统地听到对资本主义发展、社会主义发展中的妇女地位的不同及其相关的理论分析。
1989年主持“中国妇女统计资料40年”, 整理了从1949年到1989年期间全国的妇女统计资料。
1993年参加了在马尼拉举行的’95世妇会亚太地区NGO论坛，第一次对NGO有所认识和了解。同年，受福特基金会资助，到澳大利亚格里菲斯大学学习质性研究方法，为期半年，接受朱明若 （页面存档备份，存于）等学者的教导，并在此期间接触到行动研究。是年，海外中华妇女学会与天津师范大学合办为期两周的研讨会，介绍国际上各种女权主义思潮和理论发展。
1994年通过陕西妇女研究会举办了《中国西部妇女与妇女权益保障法》研讨班，同年受全球妇女基金会资助，开办陕西妇女热线，正式从理论研究者向公益实践者转型。
1996年，应贺萧教授邀请在加利福尼亚大学圣克鲁斯分校做访问学习，期间与金一虹、徐午、鲍晓兰、王政等组织会议，讨论研究海外妇女学会与国内学者展开第二次合作的议题与合作机构，并合议将会议地点放在南京，合作方是江苏省社会科学院。这次会议请了国际工合的中国办公室介绍了他们的妇女社区发展的案例，是国内第一次把国际发展项目带入学界的研讨会。同年发起成立红凤工程项目，资助农村贫困女大学生，并对其进行社会性别培训。
1999年，在海外中华妇女学会在波士顿的亚洲年会上，与哈佛大学费正清中国研究中心联合举办了中国妇女发展论坛。同年，为了使机构内所有项目做到社会性别敏感，陕西妇女研究会引进“参与式社会性别与发展”培训，培养了一批自己的培训师，组建了“社会性别培训小组”。
2000年，通过陕西妇女研究会派其核心骨干赴香港学习社会工作，并以此为契机在西安建立了“预防家庭暴力中心”，将研究会转型成为国内第一家开展社会工作实务的公益组织。同年，在西安组织召开了“社会性别与发展在中国：回顾与展望”研讨会，专题讨论了性别与发展的本土化问题，并借此建立了“社会性别与发展网络”（即GAD网络）。GAD网络的成立，标志着“社会性别与发展”在当时中国的反贫困领域中成为一支独立的力量，同时透露出第一代“社会性别与发展”的工作者期望突破外来理论、积累中国经验和建构本土理论的抱负。
2004年在陕西省合阳县实施了“促进农村妇女参与基层治理”项目，第二年换届选举时全县的女性村委会主任由0人上升到20人，全省村委会主任中女性的比例从0.6％增加到1.1％。2008年合阳经验推广到全省，女村官（村委与党支部中的一把手）的当选比率又翻了近一番。后来高小贤在2009年复旦大学召开的社会性别研究国际学术会议分享了相关案例，并最终将这一模式总结成文，刊发在2012年度妇女发展蓝皮书中.
2008年初，成立陕西妇源汇性别发展培训中心（简称“妇源汇”），正式有组织地开展NGO支持及能力建设工作。妇源汇在汶川地震之后，深入灾区一线，开展了深入且持续的灾后重建工作。
在从事农村发展和社会性别期间，高小贤一直坚持参与式发展的理念，积极推广参与式农村评估（PRA）和参与性监测评估（PME）等参与式方法。高小贤致力于改善NGO组织的整体工作环境，凝聚行业共识。先后推动发起了中国社会性别与发展网络、西北公益组织学习网络等一系列具有重要影响力的社会性别与社会发展项目。她非常重视对草根NGO和年轻NGO从业者的能力建设，积极发起、组织、参与各式各类针对草根组织和青年从业者的能力建设项目。

## 著作
- 《中国社会转型：农村妇女研究》
- 《社会性别与发展在中国：回顾与展望》
- 《从SARS事件看中国民间组织与公共卫生》
- 《探索的脚印:中国农村妇女参与基层治理本土案例》
- 《社会性别分析：贫困与农村发展》
- 《中国妇女NGO成长进行时》

## 其他
高小贤在大学求学时，认识了同为西北大学历史系的毕业生王岐山，参与了后者组织的一个读书会，并与之保持了长达数十年的交流与联系。
高小贤曾与加利福尼亚大学圣克鲁斯分校的历史学教授贺萧一起在陕西针对农村妇女的家庭生活、经济生产、公共参与等情况开展了长期的口述史研究，并最终形成了The Gender of Memory: Rural Women and China's Collective Past一书。。